# روسلند (دهانه)
روسلند یک دهانه برخوردی در ماه‌ است.